# 黃錀
黃錀（1444年—？），字世美，廣東廣州府香山縣黃梁都人，軍籍，明朝政治人物。

## 生平
早年出身縣學增廣生，廣東鄉試第七十三名舉人，成化十一年（1475年）乙未科三甲第一百六十五名進士。授大理寺評事，升廣西按察司僉事，弘治初年閒住在家。
鬱林州陸川流寇起，朝廷詔黃錀軍前聽用，安定博白流民近三千戶，清繳無徵稅米二千石，襲殺歸化賊郭公才等，與湖廣按察使陶魯、指揮使歐磐皆威行夷獞。以功起復原職，改江西按察司僉事、分巡南昌，擒端州賊王宏、湖廣賊姚明禮，遣散其黨。都御史劉大夏總督兩廣時，以黃錀嘗有功廣西，薦升廣西按察司副使、整飭柳慶南寧等處兵備兼分巡右江，蒞任旬餘卒。

## 家族
曾祖黃華生；祖父黃宏道；父黃隆。